# Сегаль, Моисей Менделевич
Моисе́й Ме́нделевич Сега́ль (14 апреля 1915, Минск — 1 ноября 2013, Израиль) — советский оператор-документалист, фронтовой кинооператор в годы Великой Отечественной войны. Заслуженный деятель искусств РСФСР (1988).

## Биография
Родился 1 (14) апреля 1915 года в Минске (ныне — Белоруссия) в семье служащих. Вступил в ВЛКСМ в 1930 году. В 1941 году окончил операторский факультет ВГИКа. С октября 1941 года в РККА, снимал в киногруппах Ленинградского, Северо-западного и 2-го Прибалтийского фронтов.
По 1951 год оставался оператором ЦСДФ, затем работал на Литовской киностудии, с 1966 года на литовском телевидении. После — снова в Москве. Автор сюжетов кинопериодики: «Новости дня», «Пионерия», «Советский спорт», «Союзкиножурнал».
Член ВКП(б) с 1944 года, член Союза кинематографистов СССР (Москва) c 1958 года.
Эмигрировал в Израиль.

## Фильмография
Оператор
- 1942 — Монгольский народный фронт
- 1943 — Монгольский народ — Красной армии
- 1944 — Восьмой удар (в соавторстве)
- 1944 — Освобождение Риги (в соавторстве)
- 1944 — Старая Русса (в соавторстве)
- 1945 — Земля родная (в соавторстве)
- 1945 — Кинодокументы о зверствах немецко-фашистских захватчиков (в соавторстве)
- 1946 — XXIX Октябрь (в соавторстве)
- 1946 — День танкистов (в соавторстве)
- 1946 — Колхоз «Красный Октябрь» (в соавторстве)
- 1946 — Кубок СССР «Спартак» (Москва) — «Динамо» (Тбилиси) (в соавторстве)
- 1947 — Великий всенародный праздник (в соавторстве)
- 1947 — День победившей страны (в соавторстве)
- 1948 — 1 Мая (ч/б вариант; в соавторстве)
- 1953 — Великое прощание (в соавторстве)
- 1953 — Концерт литовской самодеятельности
- 1955 — В колхозе имени Черняховского
- 1955 — Праздник литовской песни (в соавторстве)
- 1957 — Советская Литва (в соавторстве)
- 1963 — Люди из Сувалкии
- 1964 — Саломея Нерис
- 1968 — Начинается осень

Режиссёр
- 1963 — Люди из Сувалкии

## Награды и звания
- орден Красной Звезды (9 июня 1945)[7]
- медаль «За победу над Германией в Великой Отечественной войне 1941—1945 гг.»[8]
- заслуженный деятель искусств РСФСР (4 мая 1988)